# Tintange
Ne doit pas être confondu avec Tuntange.
Tintange (en allemand Tintingen/Tentingen, en luxembourgeois Tënnen, en wallon Tîtindje) est une section de la commune belge de Fauvillers située en Région wallonne dans la province de Luxembourg.
Avant la fusion des communes de 1977, c'était une commune à part entière comprenant le village de Warnach (3 km à l'ouest), le hameau d'Œil (ferme et moulin, au sud) et le hameau de Romeldange (au sud-est), ces deux hameaux étant établis depuis des siècles sur la rive gauche de La Sûre, rivière affluent de la Moselle et frontalière avec le Grand-Duché de Luxembourg.

## Toponymie
- Tintenges (1293), Tintingen (1480 et 1677), Tinnen (1681).

## Géographie
Situé à mi-chemin entre Warnach et Surré, le village se situe à l’entrée d’une enclave belge en territoire luxembourgeois orientée vers l’est, la frontière correspondant également au trajet de la Sûre dans les environs.

## Démographie
- Source: INS recensements population

## Histoire
En 1721, une première chapelle est construite à l'emplacement de l'église actuelle.
En 1781, la paroisse de Romeldange est transférée à Tintange. Le bicentenaire de ce transfert fut célébré en 1981 et donna lieu à la pose à Romeldange d'une stèle en souvenir des habitants qui se succédèrent en cette profonde vallée durant près d'un millénaire.
En 1785-1786, la chapelle est remplacée par l'église actuelle.
Durant le Premier Empire, Tintange et Warnach sont deux mairies à part entière, Warnach comprenant le hameau d'Œil (ferme et moulin).
En 1823, Tintange et Warnach fusionnent en une « commune de Tintange ».
En 1839, les frontières des Pays-Bas, de la Belgique et du « nouveau Grand-Duché » ont été établies selon le Traité des 24 Articles. Pour la frontière entre la Belgique (province de Luxembourg) et le « nouveau Grand-Duché », il avait établi comme principe que celle-ci serait établie à la frontière entre les parlers wallon à l'Ouest et luxembourgeois à l'Est. La région de Nothomb-Tintange, où la population était principalement d'expression germanique, ne fut pas soumise à ce critère linguistique en raison d'un manque d'informations sur la situation sur le terrain. De ce fait, Tintange, qui aurait dû appartenir au Grand-Duché de Luxembourg, fera partie de la Belgique.  
La commune est restée « germanophone » (en fait luxembourgophone, mais cette langue n'était pas reconnue à l'époque) jusqu'en 1930. En 1947, il y avait encore 267 « germanophones » et 363 « francophones » (en fait wallonophones).
Au cours de la Seconde Guerre mondiale, le 10 mai 1940, jour du déclenchement de la campagne des 18 jours, Tintange est prise en début d'après-midi par les Allemands de la 2e Panzerdivision.